# Diocesi di Lunda
La diocesi di Lunda (in latino: Dioecesis Lundensis) è una sede soppressa del patriarcato di Costantinopoli e una sede titolare della Chiesa cattolica.

## Storia
Lunda, identificabile con Isabey nell'odierna Turchia, è un'antica sede episcopale della provincia romana della Frigia Pacaziana nella diocesi civile di Asia. Faceva parte del patriarcato di Costantinopoli ed era suffraganea dell'arcidiocesi di Laodicea.
La diocesi è documentata nelle Notitiae Episcopatuum del patriarcato di Costantinopoli dal X al XII secolo.
Sono solo due i vescovi conosciuti di questa antica diocesi: Niceforo, che assistette al secondo concilio di Nicea nel 787; e Eustazio, che partecipò al concilio di Costantinopoli dell'879-880 che riabilitò il patriarca Fozio.
Dal 1925 Lunda è annoverata tra le sedi vescovili titolari della Chiesa cattolica; la sede è vacante dal 21 agosto 1981. L'ultimo titolare è stato il domenicano Luís António Palha Teixeira, prelato della Santíssima Conceição do Araguaia in Brasile (oggi diocesi di Marabá).

## Cronotassi

### Vescovi greci
- Niceforo † (menzionato nel 787)
- Eustazio † (menzionato nell'879)

### Vescovi titolari
- John Francis Norton † (8 marzo 1926 - 3 aprile 1928 succeduto vescovo di Bathurst)
- Martin Meulenberg, S.M.M. † (30 maggio 1929 - 28 giugno 1929 nominato vescovo titolare di Hólar)
- Joseph Henry Albers † (16 dicembre 1929 - 26 maggio 1937 nominato vescovo di Lansing)
- George John Rehring † (6 agosto 1937 - 28 luglio 1950 nominato vescovo di Toledo)
- Luís António Palha Teixeira, O.P. † (20 febbraio 1951 - 21 agosto 1981 deceduto)